# Patricio Aguirre de Tejada
Patricio de Aguirre y de Tejada O'Neille y Eulate (Ferrol, 28 de abril de 1836-Madrid, 1 de enero de 1908) fue un militar español, general de la Armada.

## Biografía
Nacido el 28 de abril de 1836 en Ferrol, era hermano de Manuel Aguirre de Tejada, que llegó a ser ministro durante la Restauración.
Combatiente en las campañas de África y del Callao, ascendió a general de brigada en 1890. Desempeñó los cargos de gobernador civil de las provincias de Huelva (1890) y de Guipúzcoa.
Fue preceptor de Alfonso XIII, codirigiendo junto con José Sanchís y Castillo el «cuarto de estudios del rey», constituido en 1896, pasando con posterioridad a convertirse en secretario personal del monarca. Fue también gentilhombre de cámara con ejercicio.
En 1902 se le concedió el título nobiliario de conde de Andino. Falleció en el Palacio Real de Madrid el 1 de enero de 1908.